# Beryl Booker
Beryl Booker (* 7. Juni 1922 in Philadelphia; † 30. September 1978 in Berkeley, Kalifornien) war eine US-amerikanische Jazzpianistin und Komponistin. Sie war eine der großen unbeachteten Jazzpianistinnen ihrer Tage und galt als Individualistin, obwohl sie Einflüsse aus Erroll Garners Spiel übernahm.
Booker war als Pianistin Autodidakt. Sie arbeitete seit 1946 für mehrere Jahre mit Slam Stewarts Trio und dann gelegentlich bis 1951. Beryl Booker war 1952 Dinah Washingtons Begleiterin und nochmals 1959. 1952 spielte sie mit einer eigenen Band im Birdland. Dabei spielten Don Elliott, Chuck Wayne, Clyde Lombardi und Connie Kay mit. Es sind Aufnahmen erhalten, an denen Miles Davis mitwirkte. 1953 half ihr Leonard Feather ihr eigenes Trio zu bilden mit Elaine Leighton am Schlagzeug und Bonnie Wetzel am Bass. Sie machten Tourneen durch Europa, als weithin bejubelte Vorband einer Show "Jazz Club USA" mit Billie Holiday. Auf Lady Love (1954) begleitet sie Billie Holiday (abwechselnd mit Sonny Clark, mit Jimmy Raney und Red Norvo, live in Köln am 22. Januar 1954), mit der sie auch in Europa tourte, z. B. in Basel am 4. Februar 1954. Ihr Klavierspiel enthält moderne Bopelemente und ähnelt dem Bud Powells teilweise sehr. Ihre Band brach schon bald auseinander. Seit 1959 hörte man zunächst nichts mehr von ihr. In den 1970er Jahren spielte sie mit kleinen Combos und nahm auch wieder auf.

## Diskografie
- Girl Met a Piano (1952) (auf EmArcy Records)
- Terry Pollard / Beryl Booker: Cats vs Chicks: A Jazz Battle of the Sexes (1954) (MGM E-255) (das Septett von Pollard wird Clark Terrys Septett mit Lucky Thompson gegenübergestellt, organisiert von Leonard Feather)
- Beryl Booker Trio (1954) (auf Discovery Records)
- Don Byas with Beryl Booker (1954) (auf Discovery Records)
- The Beryl Booker Trio (1954) (auf Cadence Records)
- The Women, Classic Female Jazz Artists 1939–1952, Bluebird, 1990, zwei Stücke von ihr in einer Zusammenstellung von Leonard Feather.